# Newark (Arkansas)
Newark – miasto w Stanach Zjednoczonych, w stanie Arkansas, w hrabstwie Independence.